# Chip Chrome & The Mono-Tones
Chip Chrome & The Mono-Tones es el cuarto y fínal álbum de estudio The Neighbourhood. Fue lanzado el 25 de septiembre de 2020 a través de Columbia Records, consta de 11 canciones y tiene una duración de aproximadamente 32 minutos. 

### Sencillos
- «Middle of Somewhere», lanzado el 16 de agosto de 2019.
- «Cherry Flavoured», lanzado el 31 de julio de 2020.
- «Devil´s Advocate», lanzado el 20 de agosto de 2020.
- «Pretty boy», lanzado el 27 de agosto de 2020.

## Lista de canciones
| N.º | Título                | Duración |  |
| 1.  | «Chip Chrome»         | 0:31     |  |
| 2.  | «Pretty boy»          | 3:54     |  |
| 3.  | «Lost in Tranlastion» | 3:10     |  |
| 4.  | «Devil's Advocate»    | 3:06     |  |
| 5.  | «Hell or High Water»  | 2:19     |  |
| 6.  | «Cherry Flavoured»    | 3:28     |  |
| 7.  | «The Mono-Tones»      | 1:13     |  |
| 8.  | «BooHoo»              | 3:11     |  |
| 9.  | «Silver Lining»       | 2:59     |  |
| 10. | «Tobacco Sunburts»    | 4:56     |  |
| 11. | «Middle of Somewhere» | 2:51     |  |